# Dario Ivanovski

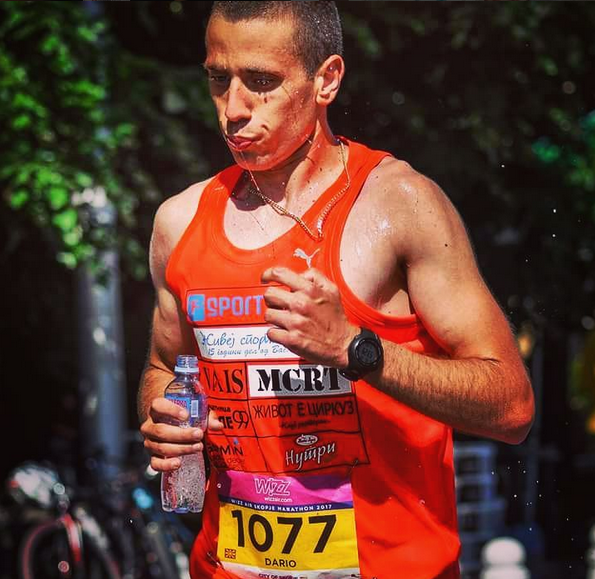
Dario Ivanovski beim Straßenmarathon in Skopje 2017

Dario Ivanovski (mazedonisch Дарио Ивановски; * 15. Mai 1997 in Skopje, Republik Mazedonien) ist ein nordmazedonischer Leichtathlet, der im Mittel- und Langstreckenlauf an den Start geht.

## Sportliche Laufbahn
Erste internationale Erfahrungen sammelte Dario Ivanovski im Jahr 2016, als er bei den Balkan-Hallenmeisterschaften in Istanbul im 3000-Meter-Lauf in 8:43,58 min den fünften Platz belegte und bei den Freiluftmeisterschaften in Pitești erreichte im 800-Meter-Lauf in 1:54,36 min den neunten Platz im B-Lauf. Im Jahr darauf wurde er bei den Balkan-Hallenmeisterschaften in Belgrad über 3000 Meter disqualifiziert und siegte dann Anfang April beim Belgrad-Halbmarathon nach 1:10:01 h. Bei den Balkan-Meisterschaften in Novi Pazar klassierte er sich in 1:55,92 min auf dem neunten Platz über 800 Meter. 2018 schied er bei den Hallenweltmeisterschaften in Birmingham im 1500-Meter-Lauf mit 3:51,83 min in der Vorrunde aus und zuvor wurde er bei den Balkan-Hallenmeisterschaften in Istanbul in 8:14,44 min Vierter über 3000 Meter. Im Mai siegte er in  1:09:10 h beim Skopje-Halbmarathon und anschließend belegte er bei den Balkan-Meisterschaften in Stara Sagora in 8:17,65 min den vierten Platz über 3000 Meter und kam über 1500 Meter nicht ins Ziel. Daraufhin startete er bei den Europameisterschaften in Berlin über 1500 Meter, scheiterte dort aber mit 3:57,52 min in der ersten Runde. Zudem erreichte er bei den Mittelmeerspielen in Tarragona nach 3:47,13 min Rang zehn und stellte damit einen neuen Landesrekord auf.
2019 belegte er bei den U23-Mittelmeer-Hallenmeisterschaften in Miramas in 3:50,90 min den achten Platz und anschließend erreichte er bei den Halleneuropameisterschaften in Glasgow im Vorlauf über 3000 Meter nicht das Ziel und gewann zuvor in 8:03,65 min die Silbermedaille bei den Balkan-Hallenmeisterschaften. Bei den Freiluftmeisterschaften in Prawez belegte er in 3:53,94 min den sechsten Platz über 1500 Meter und erreichte im 3000-Meter-Lauf nach 8:33,62 min Rang fünf. Anfang Dezember lief er bei den Crosslauf-Europameisterschaften in Lissabon nach 26:50 min auf Rang 67 im U23-Rennen ein. Im Jahr darauf belegte er bei den Balkan-Meisterschaften in Cluj-Napoca in 3:53,55 min bzw. 8:22,28 min die Plätze sieben und sechs und im Jahr darauf siegte er bei den Balkan-Hallenmeisterschaften in Istanbul in 8:03,95 min über 3000 Meter. Ende Juni gewann er bei den Balkan-Meisterschaften in Smederevo in 14:02,32 min die Bronzemedaille über 5000 m und belegte in 8:14,89 min den achten Platz im 3000-Meter-Lauf. Anfang Juli siegte er in 1:11:41 h bei den Nordmazedonischen Halbmarathon-Meisterschaften und anschließend gewann er bei den Balkan-Halbmarathon-Meisterschaften in Bitola mit Landesrekord von 1:06:09 h die Bronzemedaille, ehe er im Oktober ebenfalls mit Landesrekord von 2:21:27 h beim Marathon in Skopje siegte. 2022 gewann er bei den Balkan-Hallenmeisterschaften in Istanbul mit neuem Landesrekord von 7:58,48 min die Silbermedaille über 3000 m hinter dem Slowenen Vid Botolin. Im April siegte er in 1:04:54 h bei den Balkan-Halbmarathon-Meisterschaften in Tirana und im Juni gewann er bei den Balkan-Meisterschaften in Craiova in 13:56,59 min die Silbermedaille über 5000 Meter hinter dem Kroaten Dino Bošnjak. Anschließend belegte er bei den Mittelmeerspielen in Oran in 13:54,58 min den achten Platz. Im August startete er im Marathon bei den Europameisterschaften in München, konnte dort aber sein Rennen nicht beenden.
2023 schied er bei den Halleneuropameisterschaften in Istanbul mit 8:17,93 min im Vorlauf über 3000 Meter aus. Im Juni wurde er dann bei der 3. Liga der Team-Europameisterschaft im Rahmen der Europaspiele in Chorzów in 14:27,66 min Sechster über 5000 Meter, ehe er im September in 1:04:45 h bei den Balkan-Halbmarathon-Meisterschaften siegte. Im Jahr darauf wurde er bei den Europameisterschaften in Rom mit neuem Landesrekord von 1:04:01 h 29. im Halbmarathon. Anschließend lief er bei den Olympischen Sommerspielen in Paris nach 2:28:14 h auf dem 69. Platz im Marathonlauf ein. Bei den erstmals ausgetragenen Straßenlauf-Europameisterschaften 2025 in Löwen wurde er in 2:14:22 h 13 im Marathon.
2020 wurde Ivanovski nordmazedonischer Meister im 1500-Meter-Lauf.

## Persönliche Bestleistungen
- 800 Meter: 1:54,36 min, 26. Juni 2016 in Pitești
- 1500 Meter: 3:47,13 min, 29. Juni 2018 in Tarragona (nordmazedonischer Rekord)
  - 1500 Meter (Halle): 3:44,98 min, 31. Januar 2021 in Belgrad (nordmazedonischer Rekord)
- 3000 Meter: 8:06,66 min, 20. Juni 2021 in Limassol (nordmazedonischer Rekord)
  - 3000 Meter (Halle): 7:58,48 min, 5. März 2022 in Istanbul (nordmazedonischer Rekord)
- 5000 Meter: 13:54,58 min, 3. Juli 2022 in Oran (nordmazedonischer Rekord)
- 10.000 Meter: 30:04,66 min, 22. Mai 2021 in Skopje (nordmazedonischer Rekord)
- 10-km-Straßenlauf: 29:56 min, 10. November 2024 in Gevgelija (nordmazedonischer Rekord)
- Halbmarathon: 1:04:01 h, 9. Juni 2024 (nordmazedonischer Rekord)
- Marathon: 2:08:26 h, 18. Februar 2024 in Sevilla (nordmazedonischer Rekord)